# Helicteres semiglabra
Helicteres semiglabra là một loài thực vật có hoa trong họ Cẩm quỳ. Loài này được (F. Muell.) F.M. Bailey mô tả khoa học đầu tiên năm 1899.